# جرج لیکاف
جرج لِیکاف (به انگلیسی: George Lakoff) (زاده ۲۴ مه ۱۹۴۱ میلادی) زبان‌شناس شناختی آمریکایی و استاد زبان‌شناسی دانشگاه کالیفرنیا، برکلی از سال ۱۹۷۲ است.
هر چند برخی پژوهش‌های لیکاف شامل همان پرسش‌هایی است که زبان‌شناسان به‌طور سنتی در پی یافتن پاسخ برای آن‌ها بوده‌اند (مثل اینکه تحت چه شرایط معینی سازه‌های زبانی امکان دستوری شدن دارند)، شهرت او تا اندازۀ زیادی ناشی از طرح نظریۀ استعاره ادراکی (استعاره مفهومی) است؛ نظریه‌ای که در آن «استعاره» به عنوان محور تفکر انسانی، رفتار سیاسی و جامعه بازشناخته می‌شود. نظریه ذهن متجسم وی که دربارهٔ آن در رابطه با ریاضیات کتاب‌هایی نوشته‌است، نیز مشهور است. لیکاف در سالیان اخیر نظریاتش را در حوزه سیاست به کار می‌برد و در کتاب‌هایش تلاش می‌ورزد تا با استفاده از نظریه‌هایش برخی سیاست‌های آمریکا را نقد کند. وی یکی از اعضای کمیته علمی بنیاد ایده‌ها (Fundacion IDEAS)، اندیشگاه حزب سوسیالیست اسپانیا است. وی بنیان‌گذار مؤسسه راکریج بود که دیگر سازمانی فعال نیست و اندیشگاهی برای ترویج دموکراسی بود.

## نظریه استعاره مفهومی
لیکاف ابتدا دانشجو و سپس مدرس نظریه دستور گشتاری بود. نظریه‌ای که توسط نوام چامسکی در مؤسسه فناوری ماساچوست رواج یافت. با این وجود، در اواخر دهه ۱۹۶۰ وی به دیگران پیوست تا نظریه معناشناسی زایا را به عوان بدیلی برای نحو زایای چامسکی رواج دهند. در یک مصاحبه وی این چنین عنوان کرد:
در طول آن دوران تلاش می‌کردم تا نظریه گشتاری چامسکی را با منطق صوری پیوند دهم. من کمک زیادی کردم تا بسیاری از دقایق نظریه دستور چامسکی روشن شود. نوام در آن هنگام مدعی بود - و البته هنوز هم تا آنجایی که من می‌توانم بگویم هست – که نحو مستقل از معنا، بافت، دانش پیش‌زمینه، حافظه، فرایند شناختی، نیت ارتباطی و هر جنبه‌ای از بدن است… وقتی بر روی دقایق نظریه اولیه‌اش کار می‌کردم، موارد معدودی را یافتم که معناشناسی، بافت و دیگر عوامل به درون قواعدی که سازه‌های نحوی عبارات و تکواژها را هدایت می‌کرد، وارد می‌شدند. اینگونه بود که به فکر یک نظریه بدیل در سال ۱۹۶۳ افتادم و با همراهی همکاران گرانقدری همچون جان رابرت راس و جیمز مک کاولی به ترویج نظریه بدیل در طول دهه شصت پرداختیم.
ادعای لیکاف مبنی بر اینکه چامسکی، نحو و معناشناسی را مستقل می‌داند توسط چامسکی رد شده‌است. چامسکی مثال‌هایی از درون چهارچوب آثار خودش ارائه داده‌است که در آن‌ها از رابطه میان نحو و معناشناسی سخن می‌گوید. چامسکی پا را از این نیز فراتر می‌گذارد و مدعی است که لیکاف «فهمی مجازی از آثاری که در رابطه با آنها بحث می‌کند، ندارد». به‌هرحال تفاوت دیدگاه این دو به مشاجرات نیشدار و آتشین میان زبان‌شناسان دامن بخشید تا جایی که از این مشاجرات با عنوان نزاع‌های زبان‌شناختی یاد می‌شود.
نظریه اصلی جورج لیکاف که همان نظریه استعاره مفهومی است در کتابی با عنوان استعاره‌هایی که با آنها زندگی می‌کنیم بیان شد. این کتاب را وی به همراه مارک جانسون در سال ۱۹۸۰ به رشته تحریر درآورد. به استعاره در سنت علمی غرب به عنوان یک سازه کاملاً زبانی نگریسته‌اند. نکته اصلی اثر لیکاف استدلالی است که مدعی است استعاره‌ها در اصل سازه‌ای مفهومی‌اند و در واقع محور تحول تفکر می‌باشند. او می‌گوید، «نظام مفهومی عادی ما که بر اساس آن هم می‌اندیشیم و هم عمل می‌کنیم بصورت بنیادی در ذات استعاری است». تفکر غیر استعاری برای لیکاف تنها زمانی امکان‌پذیر است که ما دربارهٔ یک واقعیت کاملاً فیزیکی سخن می‌گوییم. به باور لیکاف، استعاره مسئله‌ای فقط زبانی نیست. فرایند تفکر بشری به صورت گسترده‌ای استعاری است. نظام مفاهیم بشری بصورتی استعاری ساختاربندی و تعریف می‌شود. استعاره‌ها در نظام مفاهیم جای دارند بنابراین هر گاه از استعاره سخن می‌رود منظور مفهوم استعاری است اما امکان وقوع استعاره در عبارات زبانی است. از آنجایی که عبارات استعاری در زبان به طریقی نظام‌مند در هم تنیده با مفاهیم استعاری هستند، می‌توان از عبارات استعاری زبان برای مطالعه ماهیت مفاهیم استعاری استفاده کرد و به فهمی از ماهیت استعاری تفکر و کنش‌ها پی برد. پس استعاره ابزاری مناسب برای شناسایی نظام شناختی انسان است. از نظر لیکاف هر چه درجه انتزاعی سازی بیشتر باشد، لایه‌های بیشتری از استعاره برای بیان آن مورد نیاز است. افراد به علل متفاتی متوجه این استعاره‌ها نمی‌شوند. یکی از دلایل این است که برخی استعاره‌ها می‌میرند و ما نمی‌توانیم اصل آن‌ها را شناسایی کنیم.
بعنوان مثال، در یک مشاجره روشنفکری استعاره زیرین "بحث جنگ است"، است (بعداً اصلاح شد به "بحث چالش است"):
- او در بحث پیروز شد.
- ادعاهای شما غیرقابل دفاع هستند.
- او به تمام استدلال‌های من پاسخ داد.
- نقدهایش درست هدف بحث را نشانه گرفته بودند.[۶]

در نظر لیکاف، تحول فکر فرایند تحول در کاربرد استعاره‌های بهتر است. کاربرد یک حوزه از دانش به جای حوزه‌ای دیگر از دانش، بینش و فهم تازه‌ای را به دست می‌دهد. نظریه لیکاف در تمامی رشته‌های دانشگاهی و بسیاری از کنش و واکنش‌های اجتماعی انسان کاربرد دارد. لیکاف برخی از کاربردهای نظریه ذهن متجسم را در تعدادی از کتاب‌هایش که اکثراً با نویسنده‌ای همکار به چاپ رسانده‌است، نشان داده‌است.

## ذهن متجسم(بدنمند)
لیکاف آنجایی که مدعی است ذهن "متجسم" است، استدلال می‌کند که تقریباً تمام شناخت انسان، حتی انتزاعی‌ترین تفکرات، وابسته به تجهیزاتی "درجه پایین" و عینی است و از این تجهیزان به عنوان نظام سازواره‌ای و عواطف استفاده می‌کند؛ بنابراین تجسم یافتگی نه تنها ردی بر نظریه دوگانه‌انگاری است که رویارویی ذهن و ماده را مفروض می‌داند، بلکه مدعی است تفکر انسانی به صورت اساسی بدون ارجاع به لایه زیرین "جزییات پیاده‌سازی" فهمیده می‌شود.
لیکاف سه استدلال مکمل اما در نوع مجزا را به نفع تجسم یافتگی ارائه می‌کند. اول اینکه وی با استفاده از شواهدی از علوم اعصاب و شبکه عصبی استدلال می‌کند که مفاهیم معینی همچون رنگ و روابط فضایی (مثلاً "قرمز" یا "بر روی"; همچنین بنگرید به کیفیات ذهنی)، می‌توانند از طریق سنجش چگونگی فرایند ادراک و عملکرد کنترل حرکتی فهمیده شوند.
دوم اینکه بر اساس تحلیل زبان‌شناسی شناختی از زبان استعاری، وی استدلال می‌کند که تفکر انسان دربارهٔ موضوعات انتزاعی همچون جنگاوری، اقتصاد یا اخلاق به نحوی ریشه در تفکر انسان دربارهٔ مفاهیم این جهانی همچون روابط فضایی دارد (بنگرید به: استعاره مفهومی).
در نهایت بر اساس پژوهش‌هایی در روان‌شناسی شناختی و برخی تحقیقات در فلسفه زبان، وی استدلال می‌کند که تعداد معدودی از مقوله‌هایی که توسط افراد به کار می‌روند را می‌توان جزو موضوعات آزمون پذیر دو شقی (سیاه و سفید) بر اساس شرایط لازم و کافی دانست. بر عکس، بسیاری از مقوله‌ها بسیار پیچیده و در هم ریخته‌اند دقیقاً مثل بدن.
لیکاف می‌گوید: «ما موجوداتی طبیعی هستیم. مغز ما داده‌هایش را از دیگر قسمت‌های بدن دریافت می‌کند. پس چگونگی کار بدن و چگونگی ایفای نقش آن در جهان به همان مفاهیمی که از آنها برای تفکر استفاده می‌کنیم ساختار می‌بخشد. ما نمی‌توانیم هر گونه تفکری داشته باشیم – فقط تفکری را می‌توانیم داشته باشیم که ذهم متجسم ما اجازه می‌دهد.»
لیکاف بر این باور است که آگاهی به صورت عصب، تجسم یافته‌است هرچند وی صراحتاً اظهار می‌دارد که سازوکار این مسئله فقط محاسبات عصبی ناست. لیکاف با استفاده از مفهوم ناتجسم‌یافتگی از رویکرد مادی دربارهٔ زندگی پس از مرگ دفاع می‌کند. لیکاف مدعی است که اگر روح نمی‌تواند هیچ‌کدام از ویژگی‌های بدن را داشته باشد پس نمی‌تواند احساس داشته باشد، ادراک کند، فکر کند، آگاه باشد یا شخصیت داشته باشد. لیکاف سپس این پرسش را مطرح می‌کند که اگر این مسئله صادق باشد پس هدف زندگی پس از مرگ چیست؟ جرج لیکاف به همراه نویسنده همکارش مارک جانسون و رافائل نونز از مهم‌ترین طرفداران نظریه ذهن متجسم می‌باشند. لیکاف در سال ۲۰۰۱ در سلسه سخنرانی‌های گیفورد در دانشگاه گلاسگو موضوعات مربوط به این نظریه را به بحث گذاشت و این موضوعات را در کتاب طبیعت و محدودیت‌های فهم انسانی (The Nature and Limits of Human Understanding) چاپ کرد. البته نظریه ذهن متجسم ریشه در نوشته‌های فلسفی پیش از این و به ویژه سنت پدیدارشناسی همچون نوشته‌های موریس مرلو-پونتی و مارتین هایدگر دارد. همچنین نظریه اصلی ذهن متجسم در سنت بافت گرا و پراگماتیست آمریکایی، مخصوصاً جان دیویی و اثرش با عنوان هنر به مثابه تجربه قابل ردیابی است.

### ریاضیات
به باور لیکاف حتی ریاضیات امری ذهنی مربوط به گونه انسان و فرهنگ وی است، در نتیجه «هرگونه پرسشی دربارهٔ ذاتی بودن ریاضیات در واقعیت فیزیکی پرسشی قابل تردید است، زیرا راهی برای اینکه بدانیم آیا اینگونه است وجود ندارد.» مقصود وی از این جمله این است که چیزی خارج از ساختارهای تفکر که ناشی از ذهن متجسم است و ما از همین ساختارها برای اثبات اینکه ریاضیات به نحوی فراتر از زیست‌شناسی است، استفاده می‌کنیم، وجود ندارد. لیکاف و رافائل نونز (۲۰۰۰) به صورت مبسوط استدلال می‌کنند که ایده‌های فلسفی و ریاضیاتی در پرتو ذهن متجسم درک می‌شوند. این نظریه منتقدان فراوانی را در میان ریاضیدانان و بقیه دارد هرچند این نظریه توجه برخی دیگر را نیز برانگیخته است.
لیکاف همچنین مدعی است که باید دربارهٔ اینکه آیا ریاضیات دقیقاً منعکس‌کننده حقیقی طبیعت است، تردید داشت. از دید وی احتمال وجود و عدم وجود ریاضیات خارج از ذهن انسان وجود دارد اما نمی‌توان به صورت علمی این قضیه را نشان داد زیرا ساختارهای دانش علمی در درون مغز ما وجود دارند و ما بدون تکیه بر استعاره‌های مفهومی که ریشه در زیست‌شناسی ما دارند نمی‌توانیم بگوییم که آیا ریاضیات خارج از ما نیز وجود دارد یا نه؟

## اهمیت و نقش سیاسی

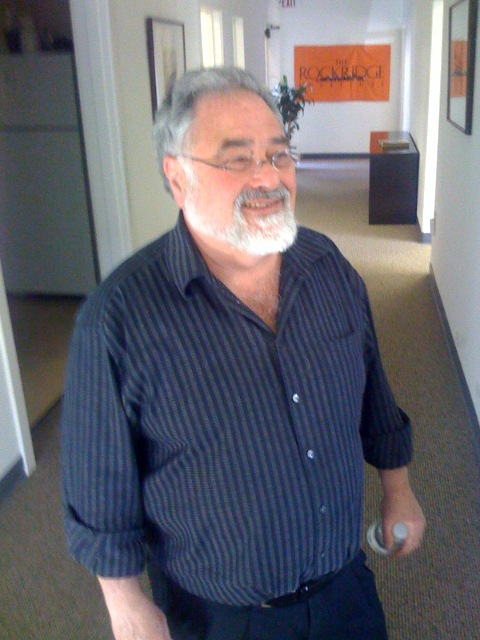
جرج لِیکاف در سال 2008

کاربرد زبان‌شناسی شناختی در سیاست، ادبیات، فلسفه و ریاضیات توسط لیکاف، وی را به حوزه‌ای که اساساً علوم سیاسی در نظر گرفته می‌شود، سوق داده‌است. وی معمولاً نقدهای خاص سیاسی‌اش را بر اساس نظریه استعاره مفهومی خویش ارائه می‌دهد و بر این باور است که ساختارهای مفهومی در فهم فرایندهای سیاسی محوریت دارند.
وی در کتاب سیاست اخلاقی (Moral Politics) به‌طور مفصل استعاره مفهومی را که از دید وی هم‌اکنون در ذهن «لیبرال‌ها» و «محافظه‌کاران» آمریکایی وجود دارد، مورد بررسی قرار می‌دهد. این کتاب مخلوطی از دانش شناختی و تحلیل سیاسی است. لیکاف در این کتاب تلاش می‌ورزد تا عقاید شخصی‌اش را محدود به یک سوم آخر کتب کند جایی که وی صراحتاً به نفع برتری نسخه لیبرال‌ها استدلال می‌کند.
بین سال‌های ۲۰۰۳ تا ۲۰۰۸، لیکاف درگیر فعالیت در اندیشگاه پیشرفت‌خواه مؤسسه راکریج بود. فعالیت وی در این تشکل به دنبال توصیه‌های وی در کتاب سیاست اخلاقی شکل گرفت. در طی دوران فعالیتش در این مؤسسه، که قسمتی از تمرکز آن به کمک به نامزدها و سیاستمداران لیبرال در باز صورت بندی استعاره‌های سیاسی‌شان اختصاص داشت، لیکاف سخنرانی‌ها و نوشتارهای متعددی را دربارهٔ پیامش در کتاب سیاست اخلاقی ارائه داد.

## مخالفت با استیون پینکر
در سال ۲۰۰۶، استیون پینکر نقدی منفی بر روی کتاب آزادی که؟ نبردی برای مهمترین ایده آمریکا (Whose Freedom?: The Battle over America's Most Important Idea) نوشت. نقد پینکر در نیو ریپابلیک به چاپ رسید. پینکر استدلال می‌کرد که گزاره‌های لیکاف بی اساس هستند و تجویزات وی دستورالعملی برای شکست انتخاباتی است. وی از استدلال‌های لیکاف با عنوان نسبی‌گرایی شناختی نام برد که در «آن ریاضیات، علم و فلسفه در مسابقه انتخاب ملکه زیبایی در میان چهارچوب‌های شناختی بعنوان رقیب شرکت دارند در حالیکه این سه تلاش می‌ورزند تا به ماهیت واقعیت شکل ببخشند.» لیکاف جواب ردی بر این نقد نوشت و اظهار داشت که نظرات وی در بسیاری از موضوعات دقیقاً برعکس آن چیزی است که پینکر به وی نسبت داده‌است. به عنوان مثال وی نسبی گرایی شناختی را با استدلال به نفع فهمی عمیق‌تر از واقعیت رد کرد، فهمی از واقعیت که مفهوم‌سازی منطق وجه‌نما را از تفکر عقلانی کنار می‌گذارد تا به تفسیر چهارچوبی بهتر و محکم‌تر دست پیدا کند.

## آثار مهم
- ۱۹۸۷. زنان، آتش و چیزهای خطرناک: آنچه مقوله‌ها درباره ذهن آشکار می‌سازند. (Women, Fire, and Dangerous Things|Women, Fire, and Dangerous Things: What Categories Reveal About the Mind). انتشارات دانشگاه شیکاگو. (ISBN 0-226-46804-6).
- ۱۹۹۶. (به همراه مارک ترنر). بیش از دلیل خوب: راهنمای استعاره شعری. (More Than Cool Reason: A Field Guide to Poetic Metaphor). انتشارات دانشگاه شیکاگو. (ISBN 978-0-226-46812-9).
- ۱۹۹۶. سیاست اخلاقی: چه چیز محافظه‌کاران می‌دانند و لیبرال‌ها نمی‌دانند. (Moral Politics|Moral politics: What Conservatives Know that Liberals Don't). انتشارات دانشگاه شیکاگو. (ISBN 978-0-226-46805-1).
  - ویرایش ۲۰۰۱. سیاست اخلاقی: محافظه‌کاران و لیبرال‌ها چگونه می‌اندیشند. (Moral Politics: How Liberals and Conservatives Think). انتشارات دانشگاه شیکاگو. (ISBN 978-0-226-46771-9).
- ۱۹۹۹ (به همراه مارک جانسون). فلسفه زنده: ذهن متجسم و چالش آن برای تفکر غرب. (Philosophy In The Flesh: the Embodied Mind and its Challenge to Western Thought). بیسیک بوکس.
- ۲۰۰۰ (به همراه رافائل نونز). ریاضیات از کجا می‌آید: چگونه ذهن متجسم ریاضیات را به وجود می‌آورد؟. (Where Mathematics Comes From|Where Mathematics Comes From: How the Embodied Mind Brings Mathematics into Being). بیسیک بوکس. (ISBN 0-465-03771-2).
- ۲۰۰۳ (۱۹۸۰) (به همراه مارک جانسون). استعاره‌هایی که با آنها زندگی می‌کنیم. (Metaphors We Live By). انتشارات دانشگاه شیکاگو. ویرایش ۲۰۰۳ به همراه موخره. (ISBN 978-0-226-46800-6).
- ۲۰۰۴. درباره فیل فکر نکن: ارزشهایت را بشناس و بحث را چهارچوب ببخش. (Don't Think of an Elephant: Know Your Values and Frame the Debate). انتشارات چلسی گرین. (ISBN 978-1-931498-71-5).
- ۲۰۰۶. آزادیِ که؟ نبردی برای مهمترین ایده آمریکا. (Whose Freedom?: The Battle over America's Most Important Idea). نشر فرار، استراوس و جیروکس. (ISBN 978-0-374-15828-6).
- ۲۰۰۸. ذهن سیاسی: چرا نمی‌توان سیاستهای قرن ۲۱ آمریکایی را با مغز قرن ۱۸ فهمید؟. (The Political Mind: Why You Can't Understand 21st-Century American Politics with an 18th-Century Brain). وایکینگ ادالت. (ISBN 978-0-670-01927-4).